# Не хочу быть мужчиной
«Не хочу быть мужчиной» (нем. Ich möchte kein Mann sein) — немецкий игровой немой фильм. Восьмая совместная работа актрисы Осси Освальды и режиссёра Эрнста Любича. Премьера фильма «Не хочу быть мужчиной» состоялась 1 октября 1918 года в Берлине.

## Сюжет

### Первый акт
Несовершеннолетняя, но не по годам развитая Осси (Ossi) живёт со своей гувернанткой у дяди, богатого коммерции советника. Она ведёт себя как пацанка, совершенно неподобающе для девушки: играет в покер с прислугой, флиртует с молодыми людьми, которые собираются под её окном, курит и пьёт. Ни дядя, ни гувернантка не могут с ней справиться. Когда её дяде приходится срочно уехать в Америку, чтобы основать компанию, Осси кажется, что наконец настало время, когда она может свободно решать, как ей жить и отправляется на прогулку. Однако гувернантка знакомит её с новым опекуном — доктором Керстеном (Dr. Kersten), привлекательным молодым человеком. Опекун демонстрирует авторитарные манеры, заставляет Осси вставать, когда она разговаривает с ним, и делать ему реверансы. Он также немедленно запрещает ей выходить из дома. Разочарованная Осси ложится в постель с восклицанием: «Почему я не родилась мальчиком?».

### Второй акт
Осси шьёт мужской классический костюм. В магазине пять помощников продавца ссорятся из-за того, кто должен снять мерки с Осси.
Осси переодевается мужчиной. Однако даже надевание съёмного воротника и галстука-бабочки вызывает фрустрацию, Осси обнаруживает, что мужской наряд так же сложен, как и женский.
Её не узнаёт собственная гувернантка.
Осси отправляется на прогулку. В трамвае Осси получает выговор от других мужчин за то, что не уступила место женщине. Также мужчины осуждают, что она слишком громко стонет, когда кто-то наступает ей на ногу, — в конце концов, она мужчина.
Осси идёт в танцлокаль Mäusepalast, куда пробирается через вход вместе с другими мужчинами. Она узнает своего опекуна доктора Керстена, который пьёт с дамой, и пытается отбить даму у него в отместку. В то время как доктор Керстен противостоит предполагаемому сопернику, его спутница уходит к другому мужчине, и доктор Керстен и Осси становятся друзьями.

### Третий акт
Друзья напиваются, по дороге домой случайно меняются пальто. Совершенно пьяный Керстен украдкой страстно целует и лапает Осси. Во время поездки в конном экипаже они в конце концов засыпают. Извозчик ищет в пальто кошелёк, чтобы узнать, где высадить пассажиров. Таким образом, доктор Керстен оказывается в доме Осси, а Осси спит в постели доктора Керстена.
На следующее утро доктора Керстена будит гувернантка Осси, но ему удаётся спрятаться под одеялом. Осси плачет, увидев перед собой слугу доктора Керстена вместо своей гувернантки.
Придя к себе домой, Осси встречает доктора Керстена, который как раз уходит и не узнает её. Осси притворяется, что навещает свою кузину, и доктор Керстен заявляет, что находит её кузину привлекательной. Пока Осси снимает парик в своей комнате, гувернантка встречает доктора Керстена. Гувернантка решает, что он только что явился, а он спрашивает, может ли она разбудить Осси.
Керстен шокирован, осознав, что «молодой человек», с которым он пил вчера вечером, на самом деле его подопечная. Он удивляется, что Осси позволяет её поцеловать, и они оба падают в объятия друг друга.

## Производство
Фильм «Не хочу быть мужчиной» Любич снял непосредственно перед постановкой двух высокобюджетных картин — приключенческого фильма «Глаза мумии Ма» и костюмной мелодрамы «Кармен», которые имели оглушительный успех. Съёмки фильма проходили во время Первой мировой войны в павильоне компании «Унион» (ПАГУ), принадлежащей Паулю Давидсону (1867—1927), продюсеру 39 фильмов Эрнста Любича, в берлинском районе Темпельхоф для концерна УФА.
Длительность — 48 минут, частота — 18 кадров в секунду.
Фильм «Не хочу быть мужчиной» создан постоянной командой Любича. Сценарий написал Любич вместе с Хансом Крели, компаньоном Любича по «еврейским комедиям» 1914—1915 годов. Оператором выступил Теодор Шпаркуль, который работал почти исключительно с Любичем с 1916 года до отъезда режиссера в Америку, художником-постановщиком — Курт Рихтер (1885–1960), который оформил большинство немецких фильмов Любича. 
Роль Осси исполнила актриса Осси Освальда, которую публика окрестила «немецкой Мэри Пикфорд». «Не хочу быть мужчиной» стал восьмой совместной работой актрисы Осси Освальды и Любича. Всего в период с 1916 по 1920 год они вместе сняли двенадцать фильмов. Роль дяди Осси исполнил Ферри Зикла (1865—1932), антагониста, доктора Керстена — Курт Гёц (1888—1960), гувернантки — Маргарет Купфер (1881—1953). Виктор Янсон сыграл бэнд-лидера в танцлокале Mäusepalast.
В июле 1918 года цензоры запретили показ фильма молодёжи.
Премьера фильма «Не хочу быть мужчиной» состоялась 1 октября 1918 года в Берлине.
В 2006 году фильм «Не хочу быть мужчиной» как один из пяти немых фильмов Любича выпущен в DVD бокс-сете Ernst Lubitsch Collection. Восстановленная цифровым способом версия фильма сопровождалась фортепианной композицией Нила Брэнда.